# Cassano Spinola
Cassano Spinola é uma comuna italiana da região do Piemonte, província de Alexandria, com cerca de 1.852 habitantes. Estende-se por uma área de 14,97 km², tendo uma densidade populacional de 124 hab/km². Faz fronteira com Carezzano, Gavazzana, Novi Ligure, Pozzolo Formigaro, Sant'Agata Fossili, Sardigliano, Serravalle Scrivia, Stazzano, Villalvernia.

## Demografia
| Variação demográfica do município entre 1861 e 2011                               |
|                                                                                   |
| Fonte: Istituto Nazionale di Statistica (ISTAT) - Elaboração gráfica da Wikipedia |